# Frank Klepacki
Frank Klepacki (Las Vegas, 25 de mayo de 1974) es un músico estadounidense especializado en el desarrollo de bandas sonoras para videojuegos. Entre otros trabajos ha desarrollado las bandas sonoras de las sagas de Lands of Lore, The Legend of Kyrandia y Command & Conquer y las adaptaciones a videojuego de Dune y Blade Runner. Su trabajo en Command & Conquer: Red Alert le valió obtener dos premios.
Actualmente vive en Las Vegas, donde ha desarrollado una carrera como solista, y ha tocado y producido para numerosas bandas locales.